# تاونسند (دلاور)
تاونسند، دلاور (به انگلیسی: Townsend, Delaware) یک سکونتگاه مسکونی در ایالات متحده آمریکا با جمعیت ۲٬۰۴۹ نفر است که در دلاویر واقع شده‌است.